# Telangana

Localització de Telangana.

Telangana o Telingana és una regió de l'Índia. El nom prové de Telinga o Trilinga, que vol dir els tres lingams de Xiva a Kalahasti, Srisailam i Draksharama. Fou el nom original del país on estaven els tres temples de Kalahasti, Srisailam i Draksharama) però aplicat pels musulmans al país dels parlants de telugu. El seu límit nord era el Godavari que separava el territori de Kalinga. El territori també fou anomenat Andhra però aquest generalment incloïa Kalinga i altres territoris dominats pels reis andhres. La Taula de Peutinger no esmenta a Kalinga però assenyala als andrae indi. Claudi Ptolemeu esmenta (segle II) a Kalinga, però no a Andhra. Els puranes esmenten ambdues regions i també Plini i Hiuen Tsiang (vers 630). A una data posterior Andhra fou reconeguda com una de les sis grans divisions del sud; els andhres eren budistes de religió però protegien tanmateix als bramànics.

Bandera del Telangana Rashtra Samithi. El color rosat és emblemàtic del TRS

Modernament el nom de Telingana o Telangana és donà a la part telugu de l'estat d'Andhra Pradesh, que es constituí en un estat separat el 2009. La segregació fou aprovada el 10 de desembre de 2009 amb el suport del Partit del Congrés. K. Chandrasekara Rao, líder del Telangana Rashtra Samithi, el partit que més havia defensat la segregació, es trobava en vaga de fam des de feia 12 dies, en suport de la segregació; la manifestació dels estudiants convocada davant l'assemblea fou desconvocada després de l'aprovació. El nou estat va ser format amb els districtes del nord-oest d'Andhra Pradesh. Els processos judicials oberts contra els partidaris de la creació del nou estat van ser arxivats.